# Trebgast
Trebgast este o comună din districtul Kulmbach, regiunea administrativă Franconia Superioară, landul Bavaria, Germania.

## Galerie de imagini

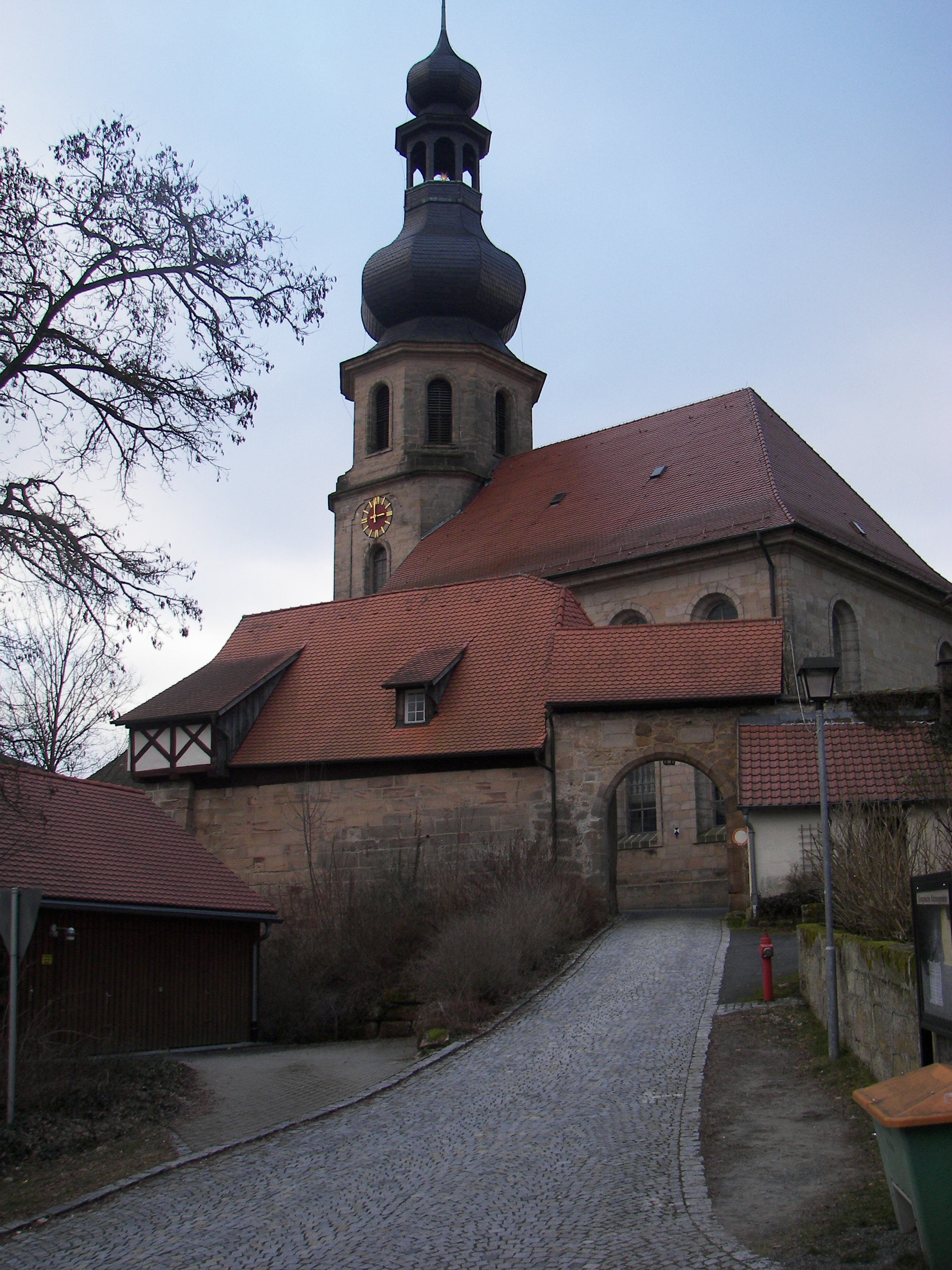
Trebgast (Biserica St. Johannes)
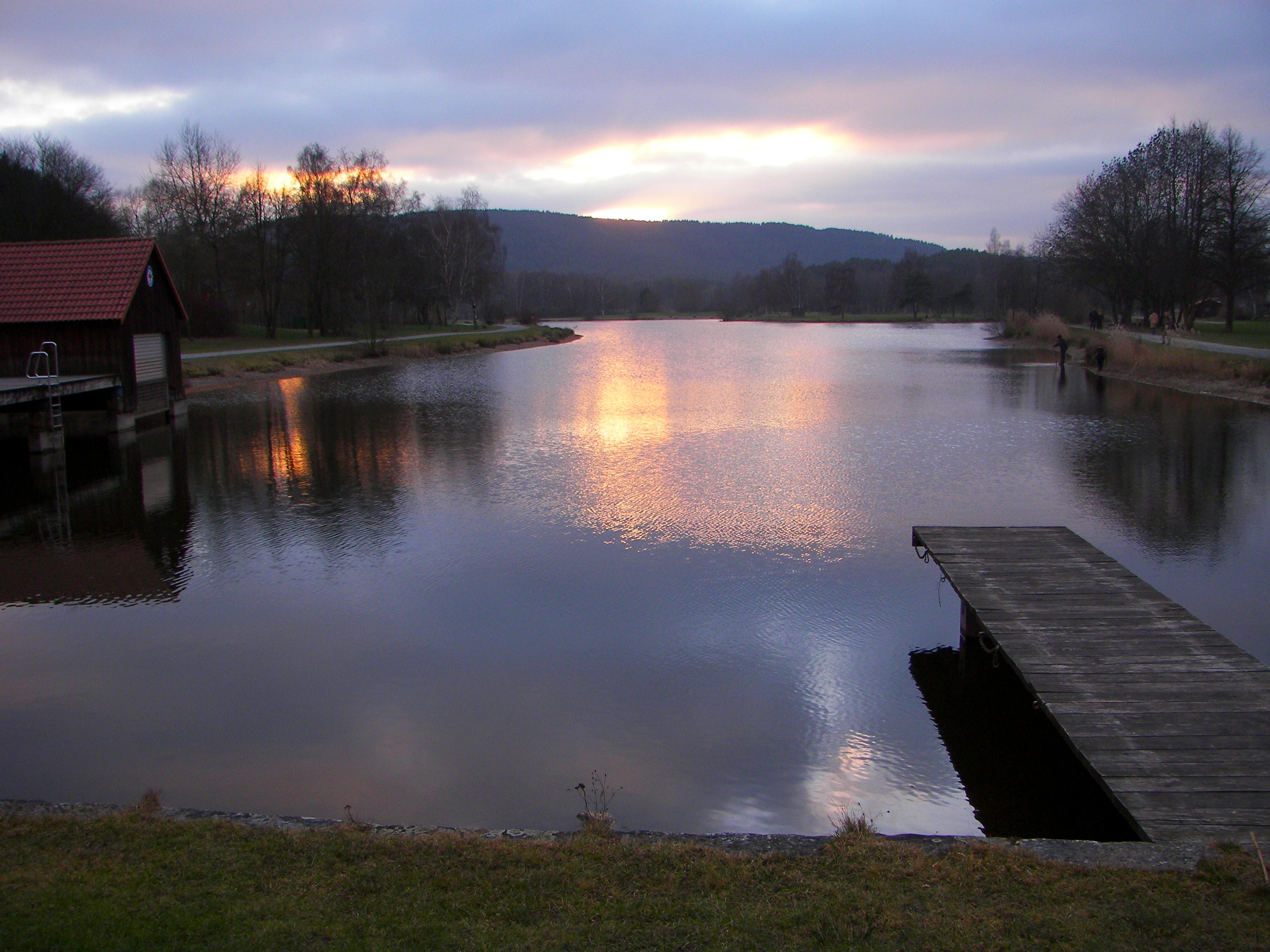
Trebgast (ştrandul)

1. ↑  Alle politisch selbständigen Gemeinden mit ausgewählten Merkmalen am 31.12.2018 (4. Quartal) (în germană), Statistisches Bundesamt[*], arhivat din original la 10 martie 2019, accesat în 10 martie 2019